# Guardia de Honor Presidencial de Venezuela
La Guardia de Honor Presidencial (GHP) es el organismo militar encargado de la seguridad inmediata del presidente de Venezuela.

## Historia
El antecedente más lejano de la Guardia de Honor Presidencial se remonta a la Compañía de Húsares de Simón Bolívar, de la Guerra de Independencia. Fue creada por primera vez en Mompox por el libertador Simón Bolívar hace 196 años. Fue seguida años después debido a la necesidad de los gobernantes de mantener la integridad y seguridad de la población que forma la presidencia de Venezuela, así como para resguardar las instituciones del Estado y las vidas de la jefatura encargada de comandar Venezuela. El inicio de la institución se remonta al 10 de marzo de 1810, cuando la Junta Suprema de Caracas recomienda crear un cuerpo armado para la salva y custodia del Congreso, configurándose el mismo el 9 de marzo de 1811, al crearse una Compañía denominada Guardia Nacional. En julio de ese mismo año se le atribuye además un Servicio Rural para proteger a los propietarios de tierras y evitar robos y crímenes.

Artículo 43. La Guardia de Honor Presidencial tiene como misión prestarle al Presidente de la República Bolivariana de Venezuela, Comandante en Jefe de la Fuerza Armada Nacional Bolivariana y a sus familiares inmediatos, la seguridad, custodia, protección y demás garantías necesarias para su libre desenvolvimiento. Esta unidad goza de independencia administrativa y financiera, dependiendo funcional y organizativamente de la Comandancia en Jefe.

Artículo 46. La Guardia de Honor Presidencial se regirá por Decreto Presidencial y por reglamento que a tal efecto se dicte, de conformidad con la Constitución de la República Bolivariana de Venezuela y la Ley.

## Funciones
La Guardia de Honor está integrada por los cinco componentes de la Fuerza Armada Nacional Bolivariana y organismos de seguridad ciudadana, comandada por mayor general Iván Hernández Dala. Esta unidad cuenta con todo el material para cumplir todas sus funciones, además goza de independencia administrativa y financiera, dependiendo funcional y organizativamente del Comandante en Jefe, el presidente. En 2018, fue elevada de Regimiento a Brigada y le fueron incorporadas a su equipo orgánico blindados Dragoon 300, provenientes del Batallón de tanques Ayala.
Tiene como misión fundamental prestarle al presidente y a sus familiares inmediatos, seguridad, custodia, protección, servicio de inteligencia y demás garantías para su libre desenvolvimiento. Proteger al Presidente en todas las actividades privadas o públicas dentro de la Nación o en el exterior.

Artículo 45. La Guardia de Honor Presidencial tendrá las siguientes funciones:

1. Garantizar la integridad física del Jefe de Estado y sus familiares inmediatos.
2. Brindar protección en todas las actividades públicas y privadas al presidente de la República Bolivariana de Venezuela, a su cónyuge, a sus descendientes, a sus familiares en línea ascendente y a aquellas personas expresamente señaladas por el Jefe de Estado, en el país y en el exterior.

3. Cumplir las mismas funciones estipuladas en los numerales anteriores, a los Jefes de Estado y de gobiernos extranjeros, durante sus visitas.

## Uniformes
Su uniforme ceremonial es el uniforme británico de Húsares de Bolívar de la segunda década del siglo XIX, de color rojo, con detalles dorados y marrones, con gorro alto de color negro. El uniforme de servicio es el verde oliva “El Patriota”, con boina roja, los oficiales conservan el uniforme verde oliva con detalles rojos, previo a “El Patriota”, el personal de custodia sin embargo, utiliza traje de civil.
La Guardia de Honor Presidencial es abordada por la Ley Orgánica de la Fuerza Armada Nacional Bolivariana (LOFANB) aparecida en Gaceta Oficial N.º 38.280 del 26 de septiembre de 2005, en cuatro artículos.

## Composición
La Guardia de Honor Presidencial está integrada por personal militar de los cuatro Componentes de la Fuerza Armada Nacional Bolivariana de Venezuela y miembros especializados del Servicio Bolivariano de Inteligencia Nacional (SEBIN), además del Cuerpo de Investigaciones Científicas, Penales y Criminalísticas (CICPC), Policía Nacional Bolivariana (PNB) y efectivos de diferentes policías estadales de Venezuela de acuerdo a la especialidad que se requiera para obtener la excelencia operativa de la Guardia de Honor Presidencial, esta unidad es comandada por un oficial General o almirante de acuerdo a las disposiciones del Presidente de la República Bolivariana de Venezuela.